# گرند بی (آلاباما)
گرند بی (به انگلیسی: Grand Bay) شهرکی در شهرستان موبایل ایالت آلاباما است که مساحت آن ۲۲٫۵۳ کیلومترمربع است و در سرشماری سال ۲۰۱۰ میلادی، ۳٬۶۷۲ نفر جمعیت داشته و تراکم جمعیتی آن، ۱۶۲٫۹۸ در کیلومترمربع بوده است.